# Mangroveniltava
De mangroveniltava (Cyornis rufigastra) is een zangvogel uit de familie Muscicapidae (vliegenvangers). De vogel werd in 1822 door  Thomas Stamford Raffles geldig beschreven.

## Kenmerken
De vogel is 14 tot 15 cm lang. De soort is staalblauw van boven. Ondersoorten in Indonesië hebben een roestrode buik en borst, de Filipijnse ondersoorten hebben soms een lichte buik.

## Verspreiding en leefgebied
Deze soort telt  acht ondersoorten:
- C. r. rufigastra: Maleisië, Sumatra en Borneo en nabij gelegen eilanden.
- C. r. longipennis: Karimunjawa (nabij het noordelijke deel van Centraal-Java).
- C. r. rhizophorae: westelijk Java.
- C. r. karimatensis: Karimata-eilanden tussen Sumatra en Borneo.
- C. r. simplex: Eiland Luzon en nabij gelegen eilanden (noordelijke Filipijnen).
- C. r. marinduquensis: Marinduque (de noordelijk-centrale Filipijnen).
- C. r. philippinensis: Visayas, Palawan, Mindanao en Sulu-eilanden
- C. r. mindorensis: Mindoro (de noordwestelijke Filipijnen).

De leefgebieden liggen in verschillende landschapstypen met natuurlijk bos en struikgewas tot op 1800 meter boven zeeniveau. Reletief belangrijk habitat van deze soort zijn mangrovenbossen.

## Status
De soort heeft de lijden dor habitatverlies maar wordt niet bedreigd in zijn voortbestaan.